# Yunnan-Riesengleithörnchen
Das Yunnan-Riesengleithörnchen (Petaurista yunanensis, Syn.: Petaurista philippensis yunanensis) ist ein Gleithörnchen aus der Gattung der Riesengleithörnchen (Petaurista). Es kommt in den Provinzen Yunnan, Sichuan, Guangxi und Xizang (Tibet) im Süden der Volksrepublik China sowie in angrenzenden Regionen im Norden von Myanmar, Vietnam und Laos vor. Der Artstatus des Yunnan-Riesengleithörnchens ist umstritten und in zahlreichen Darstellungen wird es als Unterart dem Indischen Riesengleithörnchen (Petaurista philippensis) zugeordnet.

## Merkmale
Das Yunnan-Riesengleithörnchen erreicht eine Kopf-Rumpf-Länge von 41,5 bis 61,0 Zentimetern sowie eine Schwanzlänge von 49 bis 61 Zentimetern bei einem Gewicht von 0,7 bis 1,2 Kilogramm. Die Art ist damit innerhalb der Gattung relativ groß. Wie alle Riesengleithörnchen hat es eine große und behaarte Flughaut, die Hand- und Fußgelenke miteinander verbindet und durch eine Hautfalte zwischen den Hinterbeinen und dem Schwanzansatz vergrößert wird. Die Flughaut ist muskulös und am Rand verstärkt, sie kann entsprechend angespannt und erschlafft werden, um die Richtung des Gleitflugs zu kontrollieren.
Das Rückenfell sowie große Teile der dorsalen Gleithaut, des Kopfes und der Schwanz sind dunkel maronen- bis kastanienbraun gefärbt, wobei der Kopf und der Rücken vor allem bei jungen Tieren eine feine weiße Sprenkelung aufweist. Die Füße und Teile der Beine sind schwarz. Die Bauchseite ist wollig und cremeweiß gefärbt, bei einigen Individuen geht diese Farbe auf der Kehle und dem Bauch in ein helles Kastanienbraun über. Die ebenfalls braunen Ohren sind groß, gerundet und nur leicht behaart.

## Verbreitung
Das Verbreitungsgebiet des Yunnan-Riesengleithörnchen erstreckt sich über die Großregion Tibet mit den chinesischen Provinzen Yunnan, Sichuan, Guangxi und Xizang im Süden der Volksrepublik China, zudem kommt es in angrenzenden Gebieten im Norden von Myanmar, Vietnam und Laos.

## Lebensweise
Über die spezifische Lebensweise des Yunnan-Riesengleithörnchens liegen nur sehr wenige Informationen vor, zumal es lange dem Indischen Riesengleithörnchen zugeordnet wurde. Der Lebensraum liegt in Höhen von 1800 bis über 4200 Metern und ist dominiert von Eichenwäldern, in denen die Tiere leben. Wie alle Arten der Gattung ist es strikt baumlebend und nachtaktiv und ernährt sich wahrscheinlich vor allem von Blättern und anderen Pflanzenteilen. Wie alle anderen Flughörnchen ist auch diese Art in der Lage, weite Strecken gleitend zurückzulegen, indem es von einem Baum abspringt.

## Systematik
Die wissenschaftliche Erstbeschreibung des Yunnan-Riesengleithörnchens stammt von John Anderson aus dem Jahr 1875, der die Art als Pteromys yunanensis aus Yunnan, China, beschrieb. 1879 korrigiert er den Namen auf yunnanensis in einer Neubeschreibung.
Der Artstatus das Weißbauch-Riesengleithörnchen ist umstritten und in einigen Systematiken wird es als Unterart des Indischen Riesengleithörnchen (Petaurista philippensis) geführt. In Jackson & Thorington 2012 und später im Handbook of the Mammals of the World von 2016 wird es dagegen als eigenständige Art behandelt und in die Gattung der Riesengleithörnchen (Petaurista) eingeordnet. Sie beziehen sich unter anderem auf die Ergebnisse molekularbiologischer Untersuchungen von Yu et al. 2006, wonach diese Art gemeinsam mit einigen weiteren als eigenständig betrachtet werden sollten. Bestätigt wurde dieses Ergebnis durch weitere Arbeiten von Li et al. 2013.

## Bestand, Gefährdung und Schutz
Das Yunnan-Riesengleithörnchen wird von der International Union for Conservation of Nature and Natural Resources (IUCN) bislang nicht als eigenständige Art gelistet. Der Status der Populationen der Art sind weitgehend unbekannt.

## Belege
1. 1 2 3 4 5 6 7 8  J.L. Koprowski, E.A. Goldstein, K.R. Bennett, C. Pereira Mendes: Yunnan Giant Flying Squirrel Petaurista albiventer. In: Don E. Wilson, T.E. Lacher, Jr., Russell A. Mittermeier (Hrsg.): Handbook of the Mammals of the World: Lagomorphs and Rodents 1. (HMW, Band 6) Lynx Edicions, Barcelona 2016, ISBN 978-84-941892-3-4, S. 775–776.
2. 1 2  Stephen M. Jackson, Richard W. Thorington Jr.: Gliding Mammals: Taxonomy of Living and Extant Species. Smithonian Contributions to Zoology 638, Smithonian Institution Press, Washington D.C. 2012; S. 64.
3. ↑  Petaurista philippensis In: Richard W. Thorington Jr., John L. Koprowski, Michael A. Steele: Squirrels of the World. Johns Hopkins University Press, Baltimore MD 2012; S. 119–122. ISBN 978-1-4214-0469-1
4. ↑  Indian Giant Flying Squirrel. In: Andrew T. Smith, Yan Xie: A Guide to the Mammals of China. Princeton University Press, 2008; S. 179. ISBN 978-0-691-09984-2.
5. ↑  Farong Yu, Fahong Yu, Junfeng Pang, C. William Kilpatrick, Peter M. McGuire, Yingxiang Wang, Shunqing Lu, Charles A. Woods: Phylogeny and biogeography of the Petaurista philippensis complex (Rodentia: Sciuridae), inter- and intraspeciWc relationships inferred from molecular and morphometric analysis. Molecular Phylogenetics and Evolution 38 (3), März 2006; S. 755–766. doi:10.1016/j.ympev.2005.12.002
6. ↑  Song Li, Kai He, Fa-Hong Yu, Qi-Sen Yang: Molecular Phylogeny and Biogeography of Petaurista Inferred from the Cytochrome b Gene, with Implications for the Taxonomic Status of P. caniceps, P. marica and P. sybilla. PLOS ONE, 16. Juli 2013 doi:10.1371/journal.pone.0070461